# Château de Malengin
Les ruines du château de Malengin, une maison forte du XIVe siècle, se trouvent sur la commune de Montagne, dans le département français de la Gironde en région Nouvelle-Aquitaine.
Le bâtiment a été inscrit aux monuments historiques le 13 mars 1978.

## Localisation
Le château de Malengin se trouve sur une route communale, route de Malengin, issue de la route D130 entre Saint-Christophe-des-Bardes et Puisseguin, dans la paroisse de Parsac.

## Historique
En 1330, Édouard III, roi d'Angleterre, permet() à Gaillard de Malengin (Malyngyn) de construire une maison forte dans la châtellenie de Puisseguin (Puy et Seguin). Il est difficile de savoir si ce seigneur a donné son nom au château qu'il venait de construire, ou si déjà cette localité le portait depuis longtemps; ce qu'il y a de positif, c'est que, antérieurement à la domination romaine, le plateau qui sert d'assiette à la forteresse était occupé; il est, en effet, couvert de fragments de silex taillés qui servaient d'armes et d'outils aux populations gauloises.
Le 9 juillet 1363, Aymeric de Malengin (Melenguin), écuyer, figure au nombre des seigneurs qui vinrent prêter serment au prince de Galles dans l'église de Saint-André de Bordeaux (). Comme tous les autres seigneurs gascons, ceux de Malengin durent, suivant les circonstances et leurs intérêts, embrasser tantôt le parti de la France, tantôt celui de l'Angleterre.
En 1420, les Bordelais, incités par le roi d'Angleterre, voulant porter un dernier coup aux partisans de la France en Guienne, firent le siège de diverses villes et châteaux des environs qui suivaient le parti de Charles VI. Le seigneur de Malengin était de ce nombre; son château fut assiégé. On employa, pour cette attaque, une bombarde qui lançait des boulets de 7 quintaux.
Lorsque les Bordelais faisaient leurs préparatifs de départ, le grand canon n'était pas achevé, et les jurats ordonnèrent de le finir au plus tôt. Ces pièces monstrueuses étaient fabriquées par un nommé Jean Gautier, officier d'artillerie de la ville. Cette bombarde achevée, les jurats lui firent fondre un autre gros canon qui lançait 500 ou 525 livres de balles (sine quinintaus o sine quintaus et ung carteyron). Les jurats s'engagèrent à fournir tout le fer et tout le charbon nécessaire pour son exécution.
Il fut fabriqué à la porte Cailhau ( ). On faisait, à cette époque, des pièces encore plus énormes et des engins qui luttaient de puissance avec les bombardes.
En 1382, les habitants de Gand assiégeaient Oudenarde; ils firent « ouvrer, ordonner et charpenter à force sur le mont d'Audenarde, un engin merveilleusement grand, lequel avoit vingt pieds de large et vingt pieds jusqu'à l'étage, et quarante pieds de long; et appeloit-on cet engin un mouton, pour jeter pierres de faix dedans la ville et tout effondrer. Encore de rechef, pourbplus ébahir ceux de la garnison d'Audenarde, ils firent faire et ouvrer une bombarde merveilleusement grande, laquelle avait cinquante-trois pouces de bec, et jetoit carreaux merveilleusement grands et gros et pesants; et quand cette bombarde descliquoit, on l'ouoit par jour bien de cinq lieues loin, et par nuit de dix, et menoit si grand'noise au descliquer que il sembloit que tous les diables d'enfer fussent au chemin. Encore firent faire ceux de Gand un engin et asseoir devant la ville, qui jetoit croisseux de cuivre tout bouillant (). »
Au commencement du XVe siècle, «on avait épuisé toute l'échelle des calibres, depuis les tubes portant des balles de plomb de trente-deux à la livre, jusqu'aux bombardes et mortiers lançant des boulets de pierre de mille livres. Au siège de Caen en Normandie, en 1450, il y avait vingt-quatre grandes bombardes dont l'embouchure était si large, qu'un homme aurait pu s'asseoir dedans sans baisser la tête (). »
Avant le siège d'Orléans, en 1418, les Orléanais firent, en prévision d'un siège, fondre des canons de divers calibres. Dix maçons livrèrent quatre cent vingt-deux pierres à bombardes; elles étaient de quatre à soixante-quatre livres, et coûtaient : les grosses, 6 livres le cent; les moyennes, 
6 livres 8 sols; les petites, 4 livres 16 sols.
Tous ces canons et bombardes étaient d'une bien faible portée en comparaison de ce qu'on a obtenu plus tard, et surtout de ce que l'on obtient maintenant; c'est à peine s'ils atteignaient à 700 mètres. Cependant, au siège d'Orléans, on fondit un canon qui portait à 1,400 mètres, et atteignait les Anglais de l'autre côté de la Loire ().
Le château de Malengin ne put résister à une si formidable attaque, et fut pris par les Bordelais.
Lorsque François Ier s'occupa de faire rédiger les coutumes qui régissaient chaque province de son royaume, François de Belcier fut chargé de convoquer les trois ordres à Bordeaux. On y voit figurer, dans celui de la noblesse, Pierre de Lur, chevalier, seigneur d'Uza, de Fargues, de Belin et de Malengin. La baronnie de Malengin était passée, en 1472, dans l'illustre famille de Lur-Saluces, par le mariage de Pierre de Lur avec Isabelle de Montferrand, vicomtesse d'Uza, dame de Fargues, Belin, Aureillan et Malengin (). Cette terre n'avait pas changé de possesseur depuis cette époque jusqu'à ces derniers temps; mais M. le marquis Bertrand de Lur-Saluces l'a vendue dernièrement à M. Montauroy. Vers 1678, les possessions de la dépendance de cette seigneurie étant en litige, on abandonna le château, qui commença dès lors à tomber en ruines ().

## Description des ruines par Léo Drouyn
| - Planche 34, vue prise au nord-est |

Le rôle qu'a joué le château de Malengin pendant le moyen âge a été si minime, qu'il n'est connu que de fort peu de personnes; cependant ses ruines sont intéressantes, et surtout extrêmement pittoresques (Planche 34, vue prise au nord-est). Il est bâti sur la pointe d'un promontoire rocheux dominant un petit vallon au fond duquel coule un filet d'eau qui se jette dans la Barbanne, après un cours de quelques centaines de mètres. Ce ruisseau va mêler ses eaux à celles de l'Isle, au-dessus de Libourne.
| - Emplacement du château |

Le promontoire est isolé du plateau dont il faisait partie par deux coupures successives, fort rapprochées l'une de l'autre et taillées à pic dans le roc. La coupure A, la plus rapprochée du château, et qui est aussi la plus large, se relie à un fossé qui fait le tour complet de la pointe du promontoire, au pied du rocher, qu'on a taillé à pic partout ou il ne l'était pas naturellement. La terre extraite de ce fossé a été rejetée en dehors, de manière à former un vallum (VVV) étroit au sommet; de là, une pente rapide jusqu'au petit ruisseau qui coule au milieu d'une prairie, présente, au bas des ruines, un magnifique tapis de verdure en amphithéâtre. Ce vallum se relie lui-même, au sud et surtout au nord, à une dépression de terrain en partie naturelle, en partie artificielle, qui enveloppait de deux côtés une vaste basse-cour (EJ que des barrières ou un mur sans fossé fermaient sans doute à l'ouest; il n'en existe aucune trace.
Les bâtiments à l'ouest de cette cour sont tout à fait modernes. S'il en a existé au nord, ils ont complètement disparu. Ceux du sud sont également modernes; mais ils s'appuient extérieurement sur des murs à contreforts épais qui paraissent du XVIe siècle.
Une espèce de cour d'entrée longue et étroite (Z) a été ménagée entre les deux coupures ; elle était entourée de murs dont on ne voit plus que la base. À son extrémité nord-est s'élève une petite chapelle construite à la fin du XVe siècle ; elle se compose de deux travées, dont les voûtes d'arêtes ont des nervures à moulures prismatiques. Ces nervures retombent, entre les deux travées, sur une colonne à demi-engagée, qui reçoit également l'arc doubleau, et dans les angles, sur une colonne aux deux tiers engagée. Ces colonnes n'ont pas de chapiteau. Les clefs de la voûte et la pointe des formerets sont ornées d'écussons aux armes des Montferrand. La porte, dont le cintre et les pieds-droits ont été enlevés, s'ouvre au sud dans la travée occidentale. La chapelle est éclairée au chevet par une grande fenêtre à meneaux flamboyants; et au sud, dans la travée orientale, par une petite ouverture ogivale subtrilobée. La chapelle, bordant les fossés au nord, ne pouvait avoir d'ouvertures de ce côté.
| - Planche 35, n°3 |

Pour entrer dans le château, il fallait traverser les deux coupures sur des ponts probablement en bois, puisqu'il ne reste aucune trace prouvant qu'il y en ait eu en pierre. On ne voit plus où se trouvait la porte de la petite cour Z. Celle du château proprement dit est en B, mais elle est du XVIIe siècle, ouverte au milieu de la courtine, nullement protégée, soit par une tour, soit par une saillie quelconque de la muraille. Il est donc peu probable qu'elle occupe l'emplacement de la porte primitive, celle du XIVe siècle, qui devait être nécessairement fort bien protégée, comme celles de tous les châteaux de cette époque; elle l'était en effet, et lorsque je suis arrivé à Malengin, sans guide et sans renseignements d'aucune espèce, j'ai cru un moment que je serais obligé de revenir sans pouvoir entrer dans le château. Le pont n'existant plus, je ne pouvais entrer par la porte B. Après avoir fait trois fois le tour des murs, ou plutôt des rochers taillés à pic, j'allais me décider à chercher une échelle et à repartir si je n'en trouvais pas, lorsque, au fond des fossés, j'avisai au point P l'ouverture d'une caverne obscure, au fond de laquelle je trouvai enfin l'entrée du château; là, il faut se glisser sur les genoux par un étroit couloir presque à pic, jusqu'au niveau de la cour, ou l'ouverture supérieure du couloir était autrefois fermée par une trappe, dont les rainures se voient encore sur le rocher. Ce n'est qu'en se couvrant de boue ou de poussière, suivant le temps, qu'on parvient à faire cette pénible ascension. Au sortir de ce trou, on se trouve dans une tour (S), dont il fallait sortir pour entrer dans la cour intérieure, où l'on ne rencontre maintenant que des décombres, des murs ruinés et peu anciens, un puits à fleur de terre et dont il faut par conséquent se défier; de grands murs d'enceinte, dont quelques parties sont du XIVe siècle avec de nombreuses restaurations du XVe siècle; à l'est, des appartements, dont on ne voit plus que les soubassements; d'autres, au sud-ouest, et dans lesquels on ne peut pénétrer, tant ils sont encombrés de ronces et d'épines; et enfin, dans l'angle nord, un gros donjon carré qui domine tous les autres bâtiments du château. Avant de le construire, on a réservé un cube du rocher qui fait une forte saillie dans les fossés; de sorte que la tour ayant été bâtie sur l'alignement des autres murs, il existe à sa base une petite terrasse qui permettait de voir ce qui se passait dans les fossés et de prendre les assaillants en flanc; elle servait aussi à appuyer un pont qui permettait de passer dans la cour entre les deux coupures, à côté de la chapelle. Une des entrées du château était au fond de la caverne; une autre existait au rez-de-chaussée du donjon. Celui-ci, qui date du XIVe siècle, se compose de trois étages non voûtés, au-dessus du rez-de-chaussée ; il a été fortement défiguré au XVe siècle, lorsqu'on a restauré le château. 
| - Planche 35, n°2 |

Voici (Planche 35, no 2) le plan de ce rez-de-chaussée, qui servait de passage. De la terrasse, on y entrait par une petite porte en plein-cintre (A), et on en sortait par la porte D, donnant dans les appartements du château ; celle-ci est en plein-cintre en dedans et à linteau droit à l'extérieur. Toutes deux datent de la construction primitive du donjon, ainsi que la meurtrière B, chargée de battre le tablier du pont. La porte E, carrée, très-basse et donnant sur la terrasse, et la porte C, carrée aussi et donnant sur la cour, sont toutes deux du XVe siècle. Je crois que la première remplace une ancienne meurtrière.
On montait dans les étages supérieurs du donjon par une porte actuellement murée (G), percée au premier étage en F; elle conduit dans un escalier droit, qui monte dans l'épaisseur du mur sud jusqu'aux étages supérieurs. Les murs du quatrième étage étant plus étroits que ceux des autres, la chambre qu'ils renferment est par conséquent plus large. Le rez-de-chaussée n'étant qu'un passage, n'a pas de cheminée; mais il y en a dans les autres étages : elles sont percées directement au-dessus de la meurtrière B.
Jusqu'au milieu du XVe siècle, les forteresses pouvaient se défendre en opposant seulement une résistance passive. Des murs hauts et épais, des portes bien protégées par des barrières et des barbacane8, une assiette rocheuse, pouvaient faire des forteresses imprenables. Mais lorsque l'artillerie eut fait quelques progrès, lorsqu'on commença à creuser des tranchées pour approcher des places, il fallut ajouter aux anciennes fortifications des fortifications nouvelles; c'est ce qu'on fit au château de Malengin. Le mur, bâti sur l'escarpe de la coupure, fut muni d'embrasures pour canons; il est probable qu'on en avait fait autant dans celui de la petite cour Z, ou que, ce qui est plus probable encore, les murs de cette cour furent alors rasés. Une tour avancée (T) (Voir le plan d'ensemble) battait le vallon du sud, le plateau E et l'entrée des fossés. Dans l'angle sud, on construisit un bastion circulaire dont la base prend du fond des fossés; il est placé de façon à défendre l'entrée de ces fossés, et à les battre en enfilade par des embrasures percées au rez-de-chaussée et au premier étage : celui-ci est au niveau du sol des cours et voûté, tandis que le rez-de-chaussée n'est séparé du premier que par un plancher. La terrasse est garnie de mâchicoulis, ainsi que tous les murs du sud, dont la Planche35, no 1 , donne une vue générale.
Si le château de Malengin n'a pas le caractère monumental de ceux de Roquetaillade, Rauzan ou Villandraut; si, comme eux, on ne peut le mettre au premier rang des forteresses de la Gironde, il occupe du moins avec honneur la seconde place. Son donjon carré, ses bastions, ses fossés et ses entrées originales, lui donnent un grand intérêt archéologique. Comme pittoresque, il peut lutter avec les plus belles ruines de nos contrées.

## Ruines du château en 2017
Depuis la visite de Léo Drouyn le lent déclin du château continue :
```
:
```

|  |

|  |